# Нагорный, Семён Григорьевич
Семён Григорьевич Наго́рный (настоящая фамилия Вайсбейн; 12 [25] мая 1905, Одесса, Российская империя — 13 апреля 1992, Москва) — советский писатель, кинодраматург, журналист.

## Биография
Родился 12 (25) мая 1905 года в Одессе в семье херсонского мещанина, строительного подрядчика и домовладельца Герша Давидовича Вайсбейна (1869—?) и Таубы (Тубы) Симховны Вайсбейн (в девичестве Харитоновой, 1871—?), дочери алешковского мещанина, заключивших брак в Одессе 27 февраля 1894 года. Покинул семью подростком, юношей перепробовал много профессий — грузчика, курьера, рабочего железнодорожных мастерских в Одессе. Путешествовал по Средней Азии — жил в Ташкенте и работал пионервожатым в колонии для беспризорников, затем оказался в Термезе, был назначен комсомольским работником —  заведующим агитпропом (отдел агитации и пропаганды местного ЦК комсомола) . Здесь же в 1927 году был призван в РККА, где служил библиотекарем в автобатальоне, располагавшемся в Харькове и где с 1929 года началась его литературная деятельность. 
После демобилизации в феврале 1931 года и переезда в Москву Нагорный работал специальным корреспондентом и очеркистом в газетах «Гудок», «Красная звезда», «Известия». В этом качестве он постоянно ездил по стране, совершал перелеты, много плавал, в т.ч. и на рыболовных траулерах, в подводной лодке в Черном море. После Арктической экспедиции, в которой он принял участие в 1937 году, у Нагорного возникла идея написать биографию полярного исследователя и гидрографа Г. Я. Седова (1877—1914), которая принесла автору широкую известность. Написанная в 1938 году, она была основана на материалах архива Академии наук и личного дневника Седова и была посвящена экспедиции к Северному полюсу на судне «Святой Фока» в 1912 году. Книга вышла в серии «Жизнь замечательных людей» в 1939 году. Помимо рассказов, очерков и критических статей, публикуемых в прессе, пробовал свои силы как сценарист. По сценарию, написанному Нагорным совместно с Григорием Марьямовым была снята короткометражная новелла «Мать». 
В июле 1941 года Нагорный вступил в народное ополчение в составе истребительного батальона — участвовал в обороне Москвы, был снайпером, командиром отделения (5-й Полк Московских рабочих 2-й Московской дивизии). В декабре был переведён военным корреспондентом газеты «Сталинский Сокол». Был на Кавказском, Карельском, Юго-Западном и Сталинградском фронтах. Под Сталинградом получил тяжёлое ранение в воздухе во время разведывательного полета. По возвращении на фронт работал в газете «Тревога». Помимо корреспонденций писал рассказы. Сборник рассказов «Мой друг Пучков» вышел в 1943 году в библиотеке журнала «Огонёк». Демобилизован Нагорный был только через год после окончания войны, в 1946 году. Награждён орденом Красной Звезды, медалями «За оборону Сталинграда», «За оборону Москвы», «За победу над Германией».
В послевоенные сороковые и в начале пятидесятых годов С. Нагорный писал сценарии, по которым снимались биографические документальные картины о В. Г. Белинском, А. С. Пушкине, В. В. Маяковском. С середины 1950-х годов в творческом содружестве с латышским писателем Ю. П. Ванагсом были созданы сценарии художественных фильмов «Весенние заморозки», «За лебединой стаей облаков», «Повесть о латышском стрелке». В шестидесятые и семидесятые годы им были созданы сценарии к фильмам, которые вошли в золотой фонд советского киноискусства — киноповести «У твоего порога», «Город первой любви», «Тихоня», «Рафферти». Член СП СССР (1942) и СК СССР (1957).
В 1965—1967 годах руководил сценарной мастерской на Высших курсах сценаристов и режиссёров. Жил в Москве, в доме писательского кооператива — ул. Черняховского, 4 (ЖСК «Московский писатель»). 
Умер 13 апреля 1992 года. Похоронен в Москве на Ваганьковском кладбище уч.54.

## Фильмография
- 1941 — «Мать» (совместно с Г. Марьямовым)
- 1950 — «Лиса-строитель» (мультфильм по басне Крылова)
- 1955 — «Весенние заморозки» (совместно с Ю. Ванагсом)
- 1956 — «За лебединой стаей облаков» (совместно с Ю. Ванагсом)
- 1958 — «Повесть о латышском стрелке» (совместно с Ю. Ванагсом)
- 1959 — «Звезды встречаются в Москве» (документально-художественный полнометражный фильм о Первом Московском международном кинофестивале, совместно с И. Склютом)
- 1962 — «У твоего порога»
- 1964 — «Джура» (при участии Г. П. Тушкана)
- 1966 — «Родившийся в грозу»
- 1967 — «И никто другой»
- 1970 — «Город первой любви»
- 1970 — «Украденный поезд» (совместно с А. Антоновым-Тонич и Вл. Янчевым)
- 1973 — «Тихоня»
- 1974 — «Георгий Седов»
- 1980 — «Рафферти»
- 1982 — «Остров сокровищ»

### Документальные фильмы
- «За китами в Антарктику» (1947)
- «Виссарион Белинский» (1948)
- «Пушкин» (1949)
- «Владимир Маяковский» (1950)
- «Город Грозный» (1953)
- «Солдаты Родины» (1957)
- «Первое ленинградское» (1958)
- «Рождение песни» (1961)
- «Академик Зелинский» (1961)
- «Великая Отечественная» (1965)
- «Москва, улица Горького» (1967)